# Tang Hongbo
Tang Hongbo (Chinees: 汤洪波, hanyu pinyin: Tāng Hóngbō) (Xiangtan County, oktober 1975) is een Chinees ruimtevaarder. Hij werd in 2010 geselecteerd door de China National Space Administration en heeft twee ruimtevluchten op zijn naam staan.
Tang's eerste missie is Shenzhou 12 met een Lange Mars 2F-draagraket en vond plaats op 17 juni 2021. Het was de eerste bemande vlucht naar het nieuwste Chinees ruimtestation Tiangong.